# Mourera elegans
Mourera elegans là một loài thực vật có hoa trong họ Podostemaceae. Loài này được (Tul.) Baill. mô tả khoa học đầu tiên năm 1888.